# ヴィンス・グレッラ
ヴィンチェンツォ・グレッラ（Vincenzo Grella, 1979年10月5日 - ）はオーストラリア・ビクトリア州ダンデノン出身の元サッカー選手。元オーストラリア代表。ポジションはミッドフィールダー。

## 経歴

### クラブ
オーストラリアのNSLでプロサッカー選手としてのキャリアをスタートさせると、1998年からは両親の母国であるイタリアに活動の場を移した。そこでの最初のクラブとなったエンポリで同年11月にセリエAデビューを飾ると、セリエBのテルナーナへの期限付き移籍を経て、2004年からはパルマ、2007年からはトリノでプレーをした。2008年8月には、10年過ごしたイタリアを離れ、イングランドプレミアリーグのブラックバーンに4年契約で加入。しかし、怪我の影響もあり出場機会を確保できず、2011-12シーズン終了後に契約が終了した。
その後、代表でのかつての同僚であるジョン・アロイージが率いるオーストラリアのメルボルンハートに、彼自身に誘われる形で2012年10月から1年契約で加入した。ここでも引き続く怪我の影響により、Aリーグデビューは年明けの2013年1月26日のウェスタン・シドニー戦まで持ち越された。そしてこの試合の2日後、脹脛の怪我により33歳での現役引退を発表した。

### 代表
2000年に母国で開催されるシドニーオリンピックのU-23オーストラリア代表に選出された。しかしチームはグループリーグ3戦全敗での大会敗退となった。
オーストラリアA代表としては2003年2月12日のアウェイでのイングランド戦でデビューをした。2006年のワールドカップドイツ大会において、オーストラリアは32年ぶりの出場ながら初のベスト16進出という結果を残したが、自身も全4試合に先発出場しチームの躍進を中盤から支えた。2010年のワールドカップ南アフリカ大会においてもメンバーに選出されたが、出場は1試合に留まり、チームもグループリーグ敗退となった。

## 代表歴

### 出場大会
- オーストラリア代表
  - 2006 FIFAワールドカップ
  - 2010 FIFAワールドカップ

### 試合数
- 国際Aマッチ 47試合 0得点（2003年-2010年）[4]

| オーストラリア代表 | 国際Aマッチ | 国際Aマッチ |
| 年                 | 出場        | 得点        |
| ------------------ | ----------- | ----------- |
| 2003               | 2           | 0           |
| 2004               | 9           | 0           |
| 2005               | 6           | 0           |
| 2006               | 9           | 0           |
| 2007               | 7           | 0           |
| 2008               | 4           | 0           |
| 2009               | 6           | 0           |
| 2010               | 4           | 0           |
| 通算               | 47          | 0           |